# Listă de filme despre cel de-Al Doilea Război Mondial produse în anii 1990
Aceasta este o listă de filme despre cel de-Al Doilea Război Mondial produse în anii 1990.
| 1939 • 1940 • 1941 • 1942 • 1943 • 1944 • 1945 • 1946 • 1947 • 1948 • 1949 • 1950–1989 • 1990–1999 • 2000–2009 • 2010–2019 • 2020–2023 |

| Anul | Țara                                            | Titlul cu care a fost difuzat în România                       | Titlul original (Titlul alternativ)                                   | Regizor               | Bătălii, campanii, evenimente descrise |
| ---- | ----------------------------------------------- | -------------------------------------------------------------- | --------------------------------------------------------------------- | --------------------- | --- |
| 1990 | Hong Kong Taiwan                                | Gun gun hong chen / Red Dust                                   |                                                                       | Ho Yim                | O romancieră se îndrăgostește de un trădător chinez care lucrează cu japonezii în timpul celui de-al Doilea Război Mondial |
| 1990 | Canada Franța China                             | Bethune: The Making of a Hero                                  | Dr. Bethune                                                           | Phillip Borsos        | Drama. Medicul din Montreal Norman Bethune în Războiul Civil Spaniol, apoi moartea sa ajutând armata lui Mao Zedong |
| 1990 | Australia                                       | Blood Oath                                                     | Jurământ de sânge                                                     | Stephen Wallace       | Insula Ambon din Indonezia, 1945. Procesul japonezilor pentru crime de război pentru masacrul de la Laha |
| 1990 | Franța                                          | Docteur Petiot                                                 |                                                                       | Christian de Chalonge | Ucigaș în serie Marcel Petiot în Franța ocupată |
| 1990 | Germania de Vest Franța Polonia                 | Hitlerjunge Salomon                                            | Europa Europa                                                         | Agnieszka Holland     | Băiat evreu își ascunde identitatea alăturându-se Hitlerjugend |
| 1990 | Suedia Ungaria Norvegia                         | Good Evening, Mr. Wallenberg                                   | God afton, Herr Wallenberg – En Passionshistoria från verkligheten    | Kjell Grede           | Drama. Biography of Swedish diplomat Raoul Wallenberg in Hungarian Holocaust |
| 1990 | Statele Unite ale Americii                      | Hiroshima: Out of the Ashes (TV)                               |                                                                       | Peter Werner          | Hiroshima after Enola Gay drops atomic bomb |
| 1990 | Polonia Germania de Vest Regatul Unit           | Korczak                                                        | Korczak                                                               | Andrzej Wajda         | Drama. Biography of Dr. Korczak in Warsaw ghetto |
| 1990 | Statele Unite ale Americii                      | A Man Called Sarge                                             |                                                                       | Stuart Gillard        | Comedy. Western Desert Campaign, battles of El Alamein and Tobruk |
| 1990 | Regatul Unit Japonia Statele Unite ale Americii | Memphis Belle                                                  |                                                                       | Michael Caton-Jones   | Crew of US B-17 bomber Memphis Belle on 25th mission, 1943 |
| 1990 | Germania de Vest                                | The Nasty Girl                                                 | Das schreckliche Mädchen                                              | Michael Verhoeven     | Comedy-drama based on Anna Rosmus. Young woman's research into her German village's history during Third Reich |
| 1990 | Statele Unite ale Americii                      | Spymaker: The Secret Life of Ian Fleming                       |                                                                       | Ferdinand Fairfax     | Biographical film of the life of Ian Fleming, creator of James Bond |
| 1991 | Suedia Norvegia Danemarca Finland               | The Boys from St. Petri                                        | Drengene fra Sankt Petri                                              | Søren Kragh-Jacobsen  | Students form Danish Resistance group Churchill Club under German occupation of Danemarca |
| 1991 | Latvia                                          | The Child of Man                                               | Cilvēka bērns                                                         | Jānis Streičs         | Adventure romance based on Jānis Klīdzējs' novel. Latgalian boy's attempts to prevent young woman from marrying shortly before Soviet and Nazi occupations |
| 1991 | Statele Unite ale Americii                      | December (An Innocent War)                                     |                                                                       | Stuart Gillard        | US homefront and prep school boys debating military service after Pearl Harbor, 1941 |
| 1991 | Spania Danemarca Suedia Franța Germania Elveția | Europa (Zentropa)                                              | Europa                                                                | Lars von Trier        | American with German railway job at end of war finds his position politically sensitive |
| 1991 | Statele Unite ale Americii                      | For the Boys                                                   |                                                                       | Mark Rydell           | Musical comedy-drama. USO performer entertains US troops from World War II to Vietnam War |
| 1991 | Polonia                                         | Just Beyond That Forest                                        | Jeszcze tylko ten las                                                 | Jan Łomnicki          | Holocaust |
| 1991 | Japonia                                         | Kayoko's Diary                                                 | Ushiro no shoumen daare (うしろの正面だあれ)                          | Seiji Arihara         | Anime. Japoniaese home front and bombing of Tokyo of 10 March 1945 |
| 1991 | Italia                                          | Mediterraneo                                                   | Mediterraneo                                                          | Gabriele Salvatores   | Comedy-drama. Italian soldiers occupying Greek island |
| 1991 | Suedia Danemarca                                | The Naked Trees                                                | De nøgne træer                                                        | Morten Henriksen      | Based on Tage Skou-Hansen novel. Danish Resistance under German occupation of Danemarca |
| 1991 | Canada                                          | The Quarrel                                                    |                                                                       | Eli Cohen             | Holocaust survivors and estranged friends resume argument from years earlier |
| 1991 | Japonia                                         | Rhapsody in August                                             | Hachi-gatsu no kyōshikyoku (Hachigatsu no rapusodī) (八月の狂詩曲)    | Akira Kurosawa        | Nagasaki family after Bockscar drops atomic bomb |
| 1991 | Franța Germania Polonia                         | Warsaw – Year 5703                                             | Warszawa. Année 5703 Tragarz puchu Der Daunenträger                   | Janusz Kijowski       | Holocaust |
| 1992 | Polonia                                         | All That Really Matters                                        | Wszystko, co najważniejsze                                            | Robert Gliński        | Lwów, Polonia under Soviet occupation then Gulag |
| 1992 | Danemarca Statele Unite ale Americii            | A Day in October                                               | En dag i oktober                                                      | Kenneth Madsen        | Danish-Jewish relocation from German-occupied Danemarca to neutral Suedia |
| 1992 | Statele Unite ale Americii                      | A Midnight Clear (Section 44)                                  |                                                                       | Keith Gordon          | Western Front |
| 1992 | Polonia                                         | Ring with a Crowned Eagle                                      | Pierścionek z orłem w koronie                                         | Andrzej Wajda         | Polish Resistance, 1945–46 |
| 1992 | Statele Unite ale Americii                      | Shining Through                                                |                                                                       | David Seltzer         | Romance/Thriller. Irish-Jewish-German woman recruited as OSS agent in Nazi Germania |
| 1993 | Canada                                          | For the Moment                                                 |                                                                       | Aaron Kim Johnston    | |
| 1993 | Norvegia                                        | The Last Lieutenant (The Second Lieutenant)                    | Secondløitnanten                                                      | Hans Petter Moland    | Retired Norwegian sea-captain volunteers for duty after Operation Weserübung and coordinates volunteers against German occupation of Norvegia |
| 1993 | România                                         | The Mirror                                                     | Oglinda (Începutul adevarului)                                        | Sergiu Nicolaescu     | Downfall of Ion Antonescu |
| 1993 | Taiwan                                          | The Puppetmaster                                               | Xi meng ren sheng (戲夢人生)                                          | Hou Hsiao-hsien       | Japoniaese occupation of Taiwan (1937–1945) |
| 1993 | Japonia                                         | Rail of the Star                                               | O-Hoshisama no Rail (お星さまのレール)                                | Toshio Hirata         | Anime. Japoniaese family in Korea during World War 2 |
| 1993 | Statele Unite ale Americii                      | The Remains of the Day (film)                                  |                                                                       | James Ivory           | Lavish meetings between German sympathizers and English aristocrats in an effort to influence international affairs in the years leading up to the Second World War.                                                                                          |
| 1993 | Statele Unite ale Americii                      | Schindler's List                                               |                                                                       | Steven Spielberg      | 1993 Best Picture drama chronicling Oskar Schindler's rescue of nearly 1,200 Jews in occupied Polonia from the Holocaust |
| 1993 | Regatul Unit                                    | Stalag Luft                                                    |                                                                       | Adrian Shergold       | Comedy-drama. Commonwealth POWs attempt escape from German Stalag Luft |
| 1993 | Germania                                        | Stalingrad                                                     | Stalingrad                                                            | Joseph Vilsmaier      | Battle of Stalingrad |
| 1993 | Statele Unite ale Americii                      | Swing Kids                                                     |                                                                       | Thomas Carter         | Musical drama. High school Swing Kids in the Hitler-Jugend |
| 1993 | Estonia Polonia Russia                          | Tear of the Prince of Darkness (Satan's Tear)                  | Saatana pisar Lza ksiecia ciemnosci Слеза князя тьмы                  | Marek Piestrak        | Horror. NKVD actions in Estonia and Polonia, 1939 |
| 1994 | Statele Unite ale Americii Canada               | The Ascent                                                     |                                                                       | Donald Shebib         | Based on actual events. Italian escape of British POW camp to plant Italian flag on summit of Mount Kenya |
| 1994 | Franța                                          | A Day Before Dawn                                              | Un jour avant l'aube                                                  | Jacques Ertaud        | French SAS commando in Brittany during Operation Overlord and Normandy Campaign, 1944 |
| 1994 | Italia                                          | Dear Goddamned Friends                                         | Cari fottutissimi amici                                               | Mario Monicelli       | Comedy. A group of boxers, including an American black deserter, travel from town to town in Tuscany during the summer of 1944 |
| 1995 | Italia                                          | Childhood Enemies                                              | Nemici d'infanzia                                                     | Luigi Magni           | Italian Civil War in Rome, 1944 |
| 1995 | China                                           | Don't Cry, Nanking (Nanjing 1937)                              | Nánjīng yī jiǔ sān qī (南京１９３8)                                   | Wu Ziniu              | Nanking Massacre |
| 1995 | Franța                                          | A French Woman                                                 | Une femme française                                                   | Régis Wargnier        | While waiting for his husband's return from a POW camp during WWII, Jeanne gets involved on different affairs with his husband's comrades-in-arms. |
| 1995 | Russia                                          | The Great Commander Georgy Zhukov                              | Velikiy polkovodets Georgiy Zhukov (Великий полководец Георгий Жуков) | Yuri Ozerov           | Docudrama (художественно-документальный). Biopic of Marshal Georgy Zhukov |
| 1995 | Canada Japonia                                  | Hiroshima (TV)                                                 |                                                                       | Roger Spottiswoode    | Decision-making processes regarding use of atomic bombs on Japoniaese cities of Hiroshima and Nagasaki |
| 1995 | Polonia Germania Franța                         | Holy Week                                                      | Wielki tydzień                                                        | Andrzej Wajda         | Holocaust |
| 1995 | Danemarca                                       | Just a Girl                                                    | Kun en pige                                                           | Peter Schrøder        | German occupation of Danemarca |
| 1995 | Australia Japonia                               | The Last Bullet (TV)                                           | Rasutobaretto (ラストバレット)                                        | Michael Pattinson     | Australian and Japoniaese soldiers battle in South Pacific jungle on last day of war |
| 1995 | Statele Unite ale Americii                      | Mission of the Shark: The Saga of the U.S.S. Indianapolis (TV) |                                                                       | Robert Iscove         | Sinking of USS Indianapolis⁠(en)[traduceți] and struggle of surviving crewmen in open water |
| 1995 | China                                           | Red Cherry                                                     | Hóng yīng táo (红樱桃)                                                | Daying Ye             | Chinese boarding school children in German-occupied Soviet Union |
| 1995 | Statele Unite ale Americii                      | Sahara (Desert Storm) (TV)                                     |                                                                       | Brian Trenchard-Smith | Western Desert Campaign; remake of 1943 film Sahara |
| 1995 | Statele Unite ale Americii                      | Truman (TV)                                                    |                                                                       | Frank Pierson         | Drama. Biopic of US President Harry S. Truman from artillery service in World War I |
| 1995 | Statele Unite ale Americii                      | The Tuskegee Airmen                                            |                                                                       | Robert Markowitz      | First African-American combat pilots of the war |
| 1995 | Yugoslavia Franța Germania                      | Underground                                                    | Podzemlje (Подземље)                                                  | Emir Kusturica        | German invasion and occupation of Yugoslavia |
| 1995 | Netherlands                                     | The Partisans (TV miniseries)                                  | De Partizanen                                                         | Theu Boermans         | Dutch resistance unit capture a group of German soldiers, just weeks before the liberation of The Netherlands. Based on true facts |
| 1995 | Japonia                                         | Tower of the Lilies                                            | Himeyuri no Tô (ひめゆりの塔)                                         | Seijirō Kōyama        | Himeyuri students in Battle of Okinawa |
| 1996 | Italia                                          | The Border                                                     | La Frontiera                                                          | Franco Giraldi        | Drama. Italian officer born in Dalmatia spends his convalescence in a Dalmatian island occupied by the Italian Army |
| 1996 | Regatul Unit                                    | The Brylcreem Boys                                             |                                                                       | Terence Ryan          | Comedy-drama. British and German pilots in POW camp in neutral Ireland during Battle of Britain |
| 1996 | Regatul Unit Statele Unite ale Americii         | The English Patient                                            |                                                                       | Anthony Minghella     | 1996 Best Picture romantic-drama. Biography of Hungarian Count László Almásy, injured cartographer who charts Sahara Desert in Italian Campaign |
| 1996 | Germania Norvegia Suedia Danemarca              | Hamsun                                                         | Hamsun                                                                | Jan Troell            | Norwegian author Knut Hamsun and wife during German occupation of Norvegia |
| 1996 | Statele Unite ale Americii                      | Mother Night                                                   |                                                                       | Keith Gordon          | Based on Kurt Vonnegut novel |
| 1996 | Franța Germania Regatul Unit                    | The Ogre                                                       | Der Unhold                                                            | Volker Schlöndorff    | French POW recruiting children for Nazis believing he is protecting them |
| 1996 | Canada Regatul Unit Luxembourg                  | On Dangerous Ground (TV)                                       |                                                                       | Lawrence Gordon-Clark | Thriller based on Jack Higgins novel. Secret wartime agreement between Mountbatten and Mao |
| 1996 | Regatul Unit                                    | Over Here (TV)                                                 |                                                                       | Tony Dow              | Comedy-drama. British and American aircrew rivalry in England |
| 1996 | Statele Unite ale Americii                      | The Ring (Danielle Steel's The Ring) (TV)                      |                                                                       | Armand Mastroianni    | Romance/Drama. Young German woman separated from her family and imprisoned by Nazis |
| 1996 | Italia Ungaria                                  | The Seventh Chamber                                            | La settima stanza A hetedik szoba                                     | Márta Mészáros        | Drama. Saint Edith Stein |
| 1996 | Thailanda                                       | Sunset at Chaophraya                                           | Khu gam คู่กรรม                                                         | Euthana Mukdasanit    | Free Thai Movement and Siam under Japoniaese occupation of Thailand, 1939–1944 |
| 1996 | Statele Unite ale Americii                      | Surviving Picasso                                              |                                                                       | James Ivory           | Based on book; Picasso: Creator and Destroyer by Arianna Stassinopoulos Huffington. It's about abusive relationship of Picasso with her lover Francoise Gilot during German military administration in occupied Franța during World War II till they breakup. |
| 1997 | Regatul Unit Japonia                            | Bent                                                           | [ 4 ]                                                                 | Sean Mathias          | Drama based on Martin Sherman play. Persecution of homosexuals in Nazi Germania |
| 1997 | Germania                                        | The Devil's General (TV)                                       | Des Teufels General                                                   | Frank Castorf         | Drama based on Carl Zuckmayer play. Successful Luftwaffe General Ernst Udet courted by Widerstand; remake of 1955 film Des Teufels General |
| 1997 | Danemarca Regatul Unit Germania                 | The Island on Bird Street                                      | Øen i Fuglegaden Die Insel in der Vogelstrasse                        | Søren Kragh-Jacobsen  | Polish-Jewish boy hiding in ghetto from Nazis |
| 1997 | Regatul Unit                                    | The Land Girls                                                 |                                                                       | David Leland          | Women's Land Army |
| 1997 | Italia                                          | Life Is Beautiful                                              | La vita è bella                                                       | Roberto Benigni       | Comedy-drama. Holocaust under German occupation of Italia |
| 1997 | Franța                                          | Lucie Aubrac                                                   | Lucie Aubrac                                                          | Claude Berri          | Lucie and Raymond Aubrac under German occupation of Franța |
| 1997 | Australia Statele Unite ale Americii            | Paradise Road                                                  |                                                                       | Bruce Beresford       | Allied women POWs in Japoniaese occupied Sumatra |
| 1998 | Polonia                                         | Deserter's Gold                                                | Złoto dezerterów                                                      | Janusz Majewski       | Heist comedy. World War I buddies reuniting with Polish Underground to liberate Nazi gold; sequel to 1986 film C.K. dezerterzy |
| 1998 | Japonia Franța                                  | Dr. Akagi                                                      | Kanzō-sensei (カンゾー先生)                                           | Shohei Imamura        | Comedy-drama. rural Japoniaese physician trying to eradicate hepatitis while at odds with Imperial Japoniaese Army |
| 1998 | Italia                                          | Little Teachers                                                | I piccoli maestri                                                     | Daniele Luchetti      | Italian resistance movement in Veneto |
| 1998 | Statele Unite ale Americii                      | Miracle at Midnight (TV)                                       |                                                                       | Ken Cameron           | Holocaust, Danish Resistance, and rescue of Danish Jews during German occupation of Danemarca |
| 1998 | Japonia                                         | Pride: The Fateful Moment                                      | Puraido: Unmei no toki (プライド – 運命のトキません)                  | Shunya Ito            | Hideki Tojo during post-war Tokyo Trials |
| 1998 | Statele Unite ale Americii                      | Saving Private Ryan                                            |                                                                       | Steven Spielberg      | Team of U.S. Army Rangers search for single U.S. soldier during the Normandy Campaign |
| 1998 | Statele Unite ale Americii                      | The Thin Red Line                                              |                                                                       | Terrence Malick       | US infantrymen and Henderson Field during the Guadalcanal Campaign |
| 1998 | Statele Unite ale Americii                      | When Trumpets Fade                                             |                                                                       | John Irvin            | Battle of Hürtgen Forest |
| 1999 | Germania                                        | Aimée & Jaguar (Aimee and Jaguar)                              | Aimée & Jaguar                                                        | Max Färberböck        | Romance between lesbians Felice Schragenheim and Lilly Wust amidst Gestapo purge of Jews in Berlin |
| 1999 | Czech Republic Polonia Slovakia                 | All My Loved Ones                                              | Všichni moji blízcí                                                   | Matej Minac           | Jewish Czech family, Nicholas Winton, and escape of 669 children from the Holocaust |
| 1999 | Finland                                         | Ambush                                                         | Rukajärven tie                                                        | Olli Saarela          | Finnish Army and Women's Auxiliary Corps Lotta Svärd during Continuation War, 1941 |
| 1999 | Croatia                                         | Bleiburg                                                       | Četverored                                                            | Branko Schmidt        | Bleiburg death marches |
| 1999 | Regatul Unit Statele Unite ale Americii         | The End of the Affair                                          |                                                                       | Neil Jordan           | Based on Graham Greene novel. British homefront and illicit romance; remake of 1955 film The End of the Affair |
| 1999 | Germania Ungaria                                | Gloomy Sunday                                                  | Ein Lied von Liebe und Tod                                            | Rolf Schübel          | Romance drama based on Nick Barkow novel. |
| 1999 | Franța Statele Unite ale Americii Ungaria       | Jakob the Liar                                                 | [ 4 ]                                                                 | Peter Kassovitz       | Comedy-drama. "Secret radio" in Jewish ghetto of Polonia and Holocaust |
| 1999 | China                                           | Lover's Grief over the Yellow River (Heart of China)           | Húanghé júeliàn (黄河绝恋)                                            | Feng Xiaoning         | American pilot returns to pay respects to communist-led Chinese army that rescued him |
| 1999 | Russia Germania Japonia Italia Franța           | Moloch                                                         | Molokh (Молох)                                                        | Aleksandr Sokurov     | Hitler visits Bavarian Berghof, 1942 |
| 1999 | Germania Austria Canada Ungaria                 | Sunshine                                                       | [ 4 ]                                                                 | István Szabó          | Three generations of Jewish family including Holocaust, Operation Margarethe and German occupation of Ungaria |
| 1999 | Italia Regatul Unit                             | Tea with Mussolini                                             | [ 4 ]                                                                 | Franco Zeffirelli     | Comedy-drama. Italian boy's upbringing by English and American women before and during war in Fascist Italia |